# Horvát Banovina
A Horvát Banovina (szerbhorvátul: Banovina Hrvatska / Бановина Хрватска) 1939 és 1941 között a Jugoszláv Királyság autonóm tartománya volt. Száva és Tengermellék Banovinák egyetlen autonóm egységgé való egyesítésével jött létre, amelybe beletartozott a Drina, Zeta, Vrbas és Duna Banovina kis része is. Fővárosa Zágráb volt, és magában foglalta a mai Horvátország nagy részét, valamint Bosznia-Hercegovina és Szerbia egy részét is. Egyetlen bánja Ivan Šubašić volt.

## Előzmények
Az 1921-es Vid-napi alkotmányban a Szerb-Horvát-Szlovén Királyság 33 közigazgatási körzetet hozott létre, amelyek élén egy-egy, a kormány által kinevezett prefektus állt. Mind a Vid-napi alkotmány, mind pedig a közigazgatási körzetek részei voltak Nikola Pašić és Svetozar Pribićević azon tervének, hogy az új államon belül maximalizálják a szerb lakosság hatalmát. Az új alkotmányt a szerb centralisták számára kedvező politikai légkörben fogadták el, mivel a horvát regionalisták úgy döntöttek, hogy tartózkodnak a parlamenti tisztségtől, míg a Jugoszláv Kommunista Párt képviselőit parlamenti szavazással kizárták. A választójogi törvény 1922. júniusi módosítása tovább növelte a különbséget a szerb lakosság javára, amikor a háború előtti népszámlálási adatok alapján hoztak létre választókerületeket, lehetővé téve Szerbia számára, hogy figyelmen kívül hagyja az első világháborúban elszenvedett tömeges katonai veszteségeit. Ez csak tovább fokozta a szövetségi vagy konföderációs állam híveinek a kormány iránt érzett ellenérzését, különösen a Horvát Köztársasági Parasztpárt (HRSS) Stjepan Radić körüli horvát regionalistáit ingerelte. Radićot egy szerb képviselő a parlamentben lőtte le 1928-ban, és két hónappal később meghalt. Ez a HRSS kivonulását váltotta ki a nemzetgyűlésből, Belgrád-ellenes gondolkodásmódot alakított ki Horvátországban, és végül a Szerb-Horvát-Szlovén Királyság alkotmányos rendszerének összeomlásához vezetett.
A szerb-horvát szakadék megszüntetésére és a horvátok kormánytól való távolmaradásra tett eredménytelen erőfeszítések után, beleértve a névleg semleges szlovén Anton Korošec vezette kabinetet, I. Sándor jugoszláv király közbelépett, és 1929. január 6-án létrehozta a január 6-i diktatúrát. Hogy a különböző etnikumokat egy nagyobb nemzeti identitásban egyesítsék, 1929. október 3-án az országot hivatalosan Jugoszláv Királyságnak nevezték át. Az új államnak új alkotmánya lett, mely a Vid-napi alkotmány 33 közigazgatási körzete helyett létrehozta a banovinákat. A banovinák határait a régi történelmi, regionalista vagy etnikai hovatartozás elkerülése érdekében tervezték meg, de mivel a királynak továbbra is érdeke fűződött a szerb dominancia fenntartásához, amelyből a legtöbb királyi legitimációt merítette, a kilenc banovina közül hat végül szerb többségű lett. Így ahelyett, hogy a szerbeket és a horvátokat egy közös jugoszláv identitásba egyesítették volna, a horvátok széles körben nehezteltek a vélt szerb hegemónia ellen.
A következő tíz év során a királyi diktatúra, mely megerősödött, és tekintélyelvű rendeletekkel kormányzott, Milan Stojadinović 1936 és 1939 közötti miniszterelnöksége idején tetőzött. Stojadinović, aki Benito Mussolini fasiszta szimbolikáját, gesztusait és címeit vette át, arra törekedett, hogy Jugoszlávia erős embere legyen, végül azonban kiesett a királyi kegyből, mert 1939 februárjában elvesztette a kisebbségi képviselők támogatását. Helyét Dragiša Cvetković vette át, aki, hogy megszerezze kormányának a horvát támogatást, tárgyalásokat kezdett Radić utódjával, a horvát regionalisták élén álló Vladko Mačekkel. A róluk elnevezett kompromisszumban, a Cvetković–Maček-megállapodásban (szerbhorvátul Sporazum) a központi kormány engedményt tett, hogy a kilenc banovina közül kettőt, Szávát és Tengermelléket egy horvát banovinává egyesítsék.

## Története

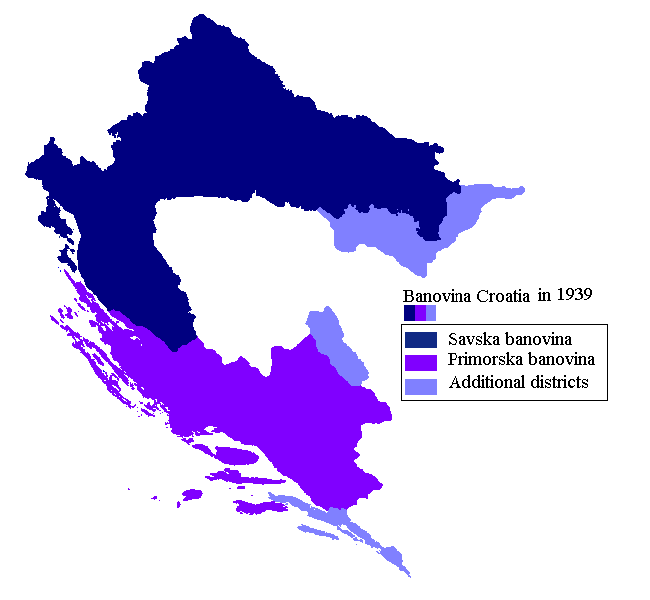
A Horvát Banovina összetevői: A Száva (sötétkék) és a Tengermelléki (lila) Banovina a hozzácsatolt horvát többségű területekkel.

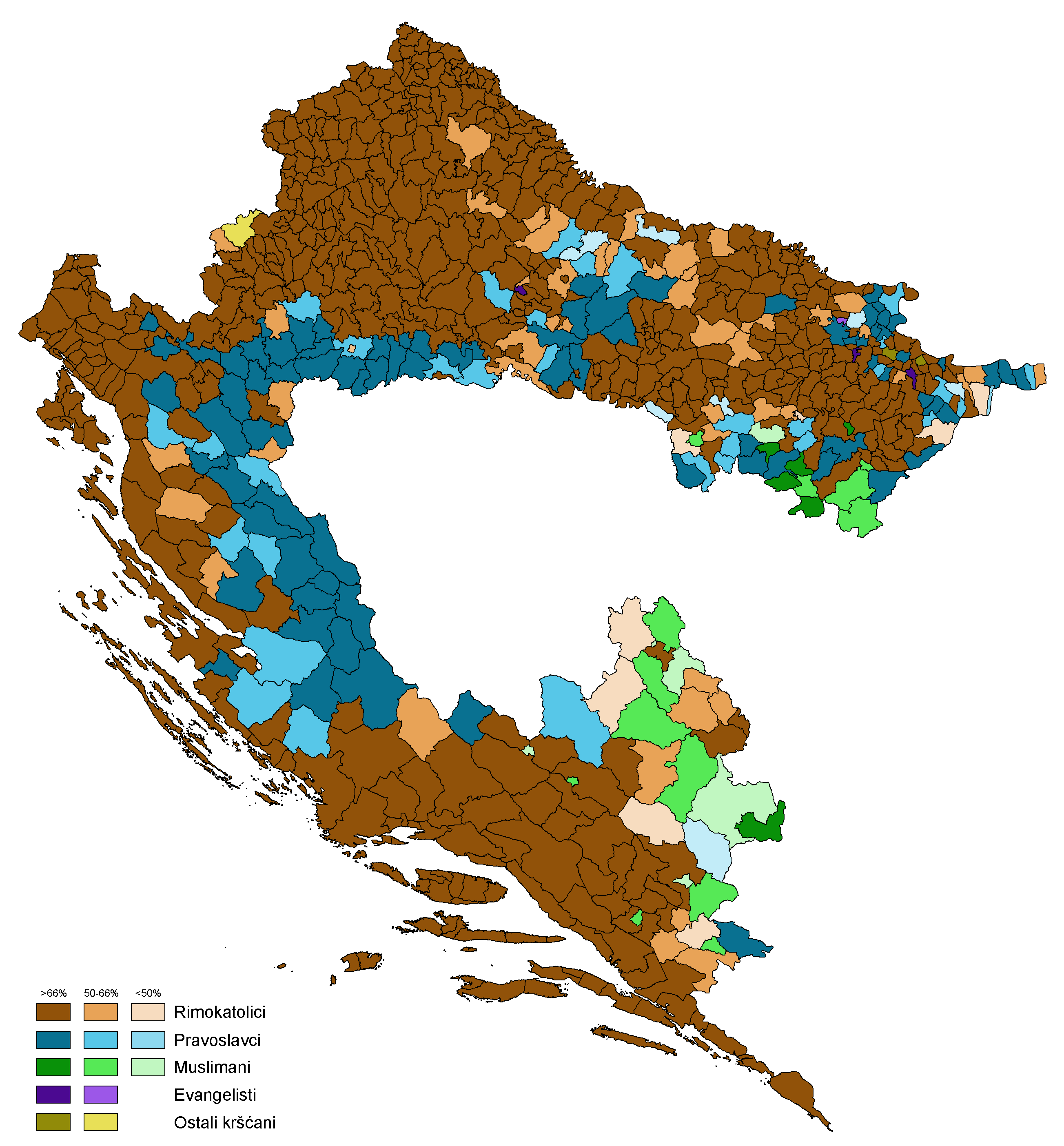
A Horvát Banovina vallási összetétele az 1931-es jugoszláv népszámlálás alapján.

A Cvetković–Maček-megállapodás és a Horvát Bánságról szóló, 1939. augusztus 24-i rendelet (Uredba o Banovini Hrvatskoj) alapján létrejött a Horvát Bánság. A Száva és a Tengermelléki Banovina teljes területét egyesítették, és a Vrbas, Zeta, Drina és Duna banovinák egyes részeit (Brčko, Derventa, Dubrovnik, Fojnica, Gradačac, Újlak, Šid és Travnik járás) a Horvát Bánsághoz csatolták. A Horvát Bánság határai részben Horvátország történelmi határai, részben az etnicitás elvének alkalmazásán alapultak, amely szerint a többségében horvát lakosságú boszniai és hercegovinai területeket a bánsághoz csatolták.
A megállapodás értelmében a központi kormányzat továbbra is ellenőrizte a honvédelmet, a belbiztonságot, a külpolitikát, a kereskedelmet és a közlekedést; de egy választott Szábor és egy, a korona által kinevezett bán döntött a horvátországi belügyekről. Ironikus módon a megállapodás szította a szeparatizmust. Maček és más horvátok az autonómiát a teljes horvát függetlenség felé tett első lépésnek tekintették, ezért alkudozni kezdtek a területekről, a szerbek Cvetkovićot támadták, azzal vádolva, hogy a megállapodás nem hoz nekik visszatérést a demokráciához és az autonómiához, a muszlimok autonóm Boszniát követeltek, a szlovének és a montenegróiak pedig a föderalizmust vallották. Pál régens herceg új kormányt nevezett ki Cvetković miniszterelnökkel, Maček pedig miniszterelnök-helyettes lett, de ez kevés támogatást kapott. 1940 májusában meglehetősen szabad helyhatósági választásokat tartottak a vidéki önkormányzatokban, ami azt mutatta, hogy a rossz gazdasági eredmények miatt némileg gyengült Maček és a Horvát Parasztpárt támogatottsága.
1941-ben a második világháborús tengelyhatalmak megszállták Jugoszláviát, és az elmenekült politikusok száműzetésben lévő kormányt hoztak létre Londonban. A Horvát Banovina jogilag a megszállt Jugoszláv Királyság része maradt, egészen addig, amíg a tengelyhatalmak fel nem darabolták a jugoszláv területet és vele együtt a banovinát. A Splittől Záráig és a Kotori-öböl közelében lévő tengerparti területek egy részét a fasiszta Olaszország annektálta, a többi területet pedig a Független Horvát Államhoz csatolták. Mivel a Jugoszláv Királyság a jugoszláv partizánok győzelmével egy szocialista szövetségi Jugoszláviává vált, ezen belül az egykori Horvát Banovina helyén egy új szocialista horvát szövetségi köztársaság jött létre.

## Népessége
1939-ben a Horvát Banovina lakossága 4 299 430 fő volt, amelynek háromnegyede római katolikus, egyötöde ortodox és 4 százaléka muszlim volt. A banovina 116 körzetre (kotari) volt felosztva, amelyek közül 95 abszolút, 5 pedig relatív katolikus többségű volt. Bár a jugoszláv homogenitási politika értelmében vallási jellegű, a népszámlálás betekintést nyújtott a banovina etnikai összetételébe is, mivel a horvátok és szlovének túlnyomórészt katolikusok, míg más etnikumok nem.

## Fordítás
Ez a szócikk részben vagy egészben  a   Banovina of Croatia című angol Wikipédia-szócikk ezen változatának fordításán alapul.  Az eredeti cikk szerkesztőit annak laptörténete sorolja fel. Ez a jelzés csupán a megfogalmazás eredetét és a szerzői jogokat jelzi, nem szolgál a cikkben szereplő információk forrásmegjelöléseként.